# Proxenos
Ein  Proxenos (wörtl.: „für den Fremden“, von altgriech. πρόξενος) war im antiken Griechenland ein Bürger, der in seiner Stadt die Interessen einer anderen vertrat (in manchem vergleichbar einem modernen Honorarkonsul).
Diese Funktion entwickelte sich seit dem 5. Jahrhundert v. Chr. aus privaten Gastfreundschaften.
Ein Proxenos war derjenige, an den sich ein Fremder (Xenos) in einer griechischen Stadt wenden konnte, wenn er in irgendwelche Schwierigkeiten geraten war. Er war Bürger des lokalen Stadtstaates (Polis) oder zumindest ansässiger Fremdling. Ihm wurde öffentlich die Aufgabe übertragen, sich um die Interessen eines anderen Stadtstaates zu kümmern bzw. diesen Stadtstaat zu repräsentieren.
Er war angesehen und wohlhabend. Oft entstammte er auch dem Stadtstaat, den er vertrat.
Für sein Amt erhielt er vom Staat keine Bezahlung. Er genoss stattdessen einige Privilegien und profitierte vielleicht auch bei Geschäftsbeziehungen. Vornehmlicher Aspekt aber war die Ehre, die mit der Ausübung des Amtes verbunden war.
Eine aktuelle wirtschaftshistorische Studie hat gezeigt, dass die Dienstleistungen, die Proxenia-Begünstigte ihrer angeschlossenen Stadt anbieten, die wirtschaftlichen Transaktionskosten senken und den Handel fördern könnten.